# Charles Haentjens
Pour les articles homonymes, voir Haentjens.
Pour les autres membres de la famille, voir Famille Haentjens.
Charles Borromée Haentjens, né le 27 novembre 1821 à Port-au-Prince et mort le 21 juillet 1874 à Port-au-Prince, est un diplomate et homme politique haïtien.

## Biographie
Il est le fils de Charles Chrétien Haëntjens, un négociant dont la famille est installée à Nantes, et de Geneviève Urtel. Il rentre dans la diplomatie.
Secrétaire de la légation d'Haïti à Paris de 1859 à 1863, il est chargé d'affaires dans la même ville de 1863 à 1864.
Il est secrétaire d'État des Finances, du Commerce et des Relations extérieures en 1871, puis de 1873 à 1874.
Le 24 décembre 1844, à Port-au-Prince, il épouse Georgina Lynch, petite-fille du général-baron Pierre François Xavier Boyer. Leur fils, Clément Haentjens, suivra également une carrière diplomatique et sera secrétaire d'État de l'Agriculture et des Travaux publics.